# Leandra Rixa Negri
Leandra Rixa Negri (* 1. September 2004) ist eine deutsche Volleyballspielerin.

## Karriere
Negri begann ihre Karriere 2011 bei VBC Spada Academia Zürich. Von 2012 bis 2015 spielte die Mittelblockerin bei VBC Voléro Zürich. Anschließend kam sie ans Internat in Schwerin. 2019 nahm sie mit den deutschen Juniorinnen an der Europameisterschaft teil. Ab 2022 spielte sie dank eines Doppelspielrechts nicht nur mit der zweiten Mannschaft des Schweriner SC in der Zweiten Liga Nord, sondern stand auch bei der Erstliga-Mannschaft im Kader. Für die Saison 2024/25 wurde Negri an den Ligakonkurrenten VfB 91 Suhl ausgeliehen.